# Han Jung-kook
Han Jung-kook (19 de julho de 1971) é um ex-futebolista profissional sul-coreano que atuava como defensor.

## Carreira
Han Jung-kook representou a Seleção Sul-Coreana de Futebol nas Olimpíadas de 1992.